# Hydrometeory
Hydrometeory – opady, zbiór cząsteczek wody w stanie ciekłym lub w formie lodu, które opadają na powierzchnię ziemi, unoszą się w powietrzu, są wywiewane przez wiatr lub osadzają się na powierzchni ziemi, bądź w atmosferze. Hydrometeory to najbardziej obszerna grupa zjawisk meteorologicznych.

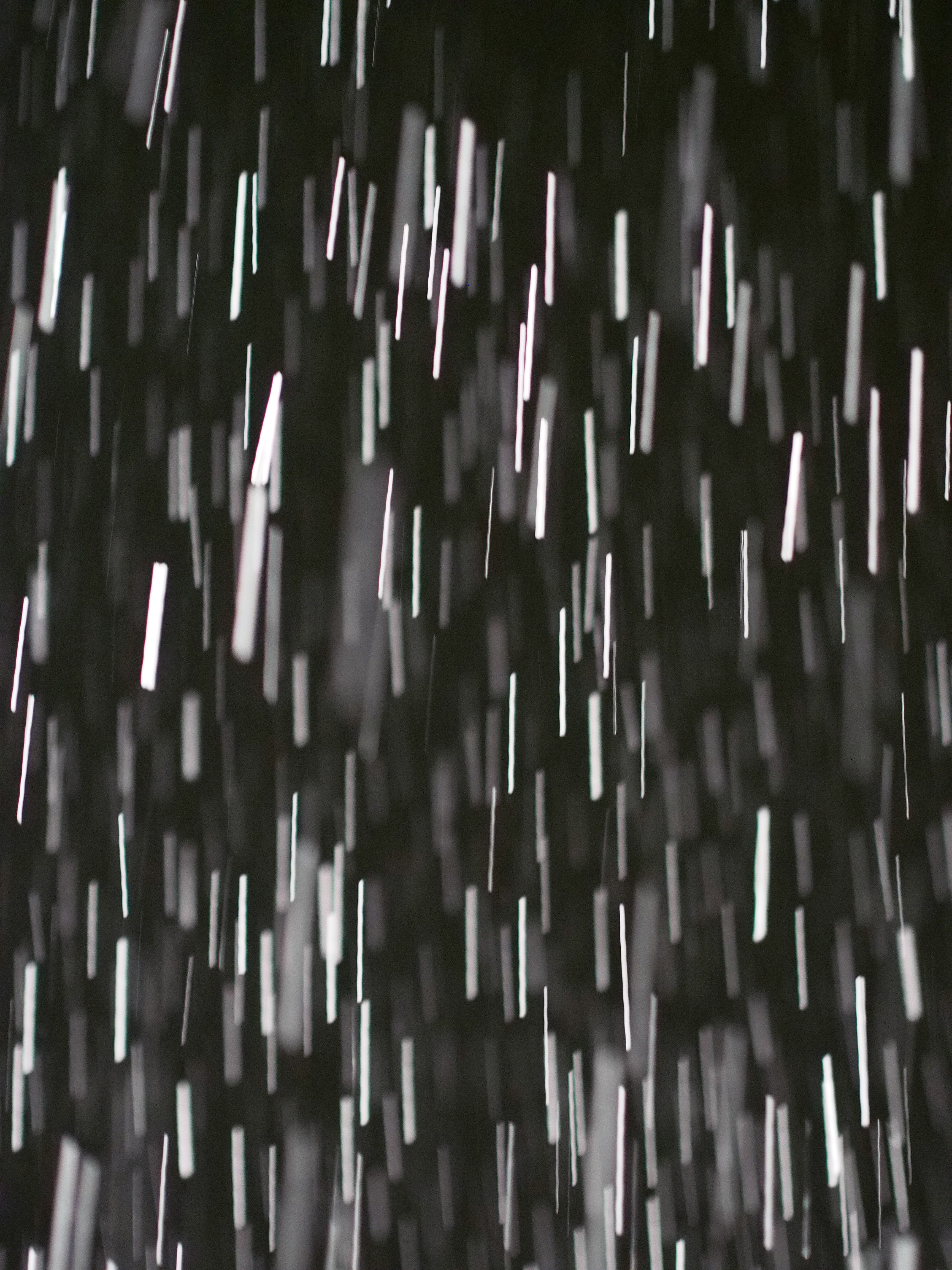
Opad gradu

Bardziej rozległa, ale mniej używana definicja, to wszystkie zjawiska atmosferyczne związane z obecnością wody w postaci ciekłej lub stałej w atmosferze. W takiej definicji do hydrometeorów można zaliczyć nie tylko cząstki, ale też i zjawiska z nimi związane:
- Hydrometeory unoszące się w powietrzu
  - mgła (mgła przyziemna, mgła w ławicach itd.), mgła lodowa, zamglenie
  - pył wodny
  - virga
  - zamieć śnieżna (niska i wysoka)
  - trąba powietrzna lub wodna
- opady spadające na powierzchnię ziemi
  - deszcz
  - deszcz marznący
  - mżawka
  - mżawka marznąca
  - śnieg
  - śnieżyca (burza śnieżna, zawieja)
  - krupy śnieżne, krupy lodowe
  - śnieg ziarnisty
  - ziarna lodowe
  - grad
  - słupki lodowe, pył diamentowy (dawniej igły lodowe[1])
- Opady osiadające na powierzchni ziemi tzw. osady
  - rosa (zwykła i biała)
  - szron
  - sadź (szadź)
  - nalot płynny i stały tzw. „zamróz”
  - gołoledź